# Icapuí
Icapuí este un oraș în statul Ceará (CE) din Brazilia.